# Martin Hébert
Martin Hébert (né en 1972) est un anthropologue  et un écrivain québécois.
Ses travaux sur les imaginaires sociaux l'ont amené à s'intéresser tant à l'étude de phénomènes politiques contemporains qu'au développement de ces imaginaires dans l'univers de la fiction. Les mythologies politiques autochtones en Amérique latine, la paranoïa politique, l'ethnofiction, les imaginaires de la violence et la peur comptent parmi les thèmes qu'il a abordés dans ses recherches.
Il a également publié des œuvres de fiction qui oscillent entre la science-fiction et le fantastique. Au cœur de la démarche de l'auteur, se trouve une réflexion anthropologique sur les frontières de l'humain.

## Œuvres littéraires
- 2004 : Synanthropoes familiaux, dans L'Horrifique, no.34, janvier 2004
- 2001 : Derniers jours, dans Solaris, no 138, été 2001. (Récipiendaire du prix littéraire Solaris 2001)
- 2000 : Kurmath et Minos, dans Solaris, no 135, hiver 2000, p. 45-55 (Finaliste, prix Solaris 2000)
- 1999 : Un chant si doux, dans Solaris, no 129, printemps 1999, p. 5-10.

## Essais sur la science-fiction
- 2001 : «Logiques paranoïaques» Solaris, no.139 (Hiver 2001) : 118-129.
- 2000 :« l'ethno-fiction: soi-même comme un autre » Solaris, no.134 (supplément en ligne), p. 133-140.

## Publications anthropologiques
- 2008 : Martin Hébert (2008) « La forêt que l’on pense » Histoires forestières du Québec, vol.1, no.1, (été-automne 2008), p. 16.
- 2008 : Pierre Beaucage et Martin Hébert, dir. (2008) Imaginaires et langages de la violence en Amérique latine. Presses de l’Université Laval.
- 2008 : Martin Hébert et Pierre Beaucage (2008) « Introduction » dans Images et langages de la violence en Amérique latine. Presses de l’Université Laval.
- 2008 : Martin Hébert (2008) « Zapata le Criminel ? » dans Images et langages de la violence en Amérique latine. Presses de l’Université Laval.
- 2008 : Martin Hébert (2008 ) « Resistance Movements: Overview » in The Oxford Encyclopedia of the Modern World. (Peter N. Stearns, ed.) Oxford : Oxford University Press.]
- 2008 : Martin Hébert « La religion comme médiateur des relations symboliques entre les Tlapanèques du Guerrero et la société mexicaine : une perspective historique » dans Les systèmes religieux amérindiens et inuit (C.Gélinas et G.Teasdale, dirs.) p. 87-102. Québec et Paris : Éditions In Situ et Éditions l’Harmattan.
- 2007 : Martin Hébert, coordonnateur, Les Amérindiens et la forêt. Numéro thématique de la revue Recherches Amérindiennes au Québec, vol.36, no.2-3
- 2007 : Martin Hébert et Michael Gabriel Rosen « Community Forestry and the Paradoxes of Citizenship in Mexico : The Cases of Oaxaca and Guerrero» Canadian Journal of Latin American and Caribbean Studies. Vol.32, no.63 : p. 9-43.
- 2007 : Martin Hébert « De la consultation à la justice sociale : les conditions matérielles et symboliques de la diffusion d’une éthique autochtone en matière de gestion durable des ressources forestières en territoire partagé » Recherches amérindiennes au Québec vol.36, no 2-3, p. 33-42.
- 2007 : Martin Hébert « Conversions religieuses, conflits et continuités dans une communauté tlapanèque du Guerrero (Mexique) » Anthropologica, vol.49, no.1, p. 81-93.
- 2007 : Martin Hébert et Stephen Wyatt « Présentation : Les Premières Nations et la forêt » Recherches amérindiennes au Québec vol. 36 no.2-3 p. 3-7.
- 2007 : Martin Hébert, Vincent Landry, Ariane Bélanger-Vincent et Jean-Michel Landry «Repenser la violence: entretien avec Martin Hébert» Aspects sociologiques, vol.14, no.1, p. 167-182.
- 2006 : Martin Hébert, coord. Une anthropologie de la paix? Numéro thématique de la revue Anthropologie et sociétés, volume 29, numéro 3
- 2006 : Martin Hébert « Présentation : paix, violences et anthropologie » dans Une anthropologie de la paix ?, numéro thématique de la revue Anthropologie et sociétés, vol.30, no.1 : 7-28. 2006
- 2006 : Martin Hébert « Ni la guerre, ni la paix: Campagnes de « stabilisation » et violence structurelle chez les Tlapanèques de la Montaña du Guerrero (Mexique) »  Anthropologica, vol.48, no.1 : 29-42.
- 2006 : Martin Hébert « Les conditions du Pardon : L’impact symbolique des persistances et changements structurels dans le processus de réconciliation au Chiapas (Mexique) » dans Du vrai au juste. La mémoire, l’histoire et l’oubli sous la direction de Michèle Baussant. Québec : Presses de l’Université Laval.
- 2006 : Martin Hébert et Caroline Aubry «Linguistic Competence, Cultural Categories and Discrimination : Indigenous People Before the Mexican Court System», dans Evil, Law and the State, dirs. Jody Madeira et Istar Gozaydin (Oxford: Inter-Disciplinary Press) p. 173-185.
- 2005 : Martin Hébert « L’espérance politique et économique chez les jeunes Tzeltales et Tlapanèques du Mexique » Recherches amérindiennes au Québec, vol.XXXV, no.3 : 39-47.
- 2005 : Martin Hébert «Communicating values in multilateral forums: The case of First Nations participating in debates and consultations about sustainable forestry» Silva Carelica, no.49, p. 119-132.
- 2004 : Martin Hébert « Les conditions du Pardon : L’impact symbolique des persistances et changements structurels dans le processus de réconciliation au Chiapas (Mexique) » dans Se soucier d’un juste passé : juste mémoire, juste histoire, juste oubli. (Michèle Baussant dir.) CD ROM, CÉLAT, Université Laval.
- 2004 : Martin Hébert « La marche politique chez des autochtones du Guerrero : De l’échange de Saints à la contestation » Recherches Amérindiennes au Québec, vol.XXXIV, no.1 p. 69-77.
- 2002 : Martin Hébert «Whose Utopia? Development, Resistance, and Patterns of Structural Violence  in a Mexican Indigenous Region»  Social Justice: Anthropology, Peace and Human Rights, Vol. 3 no.3-4 : 99-136 (Summer/Fall 2002)
- 2002 : Martin Hébert «Demilitarizing the Mind? Peace Education Engages Popular Culture» The Peace Chronicle. Volume 1, no. 3 : 4-5. Summer 2002.
- 2002 : Martin Hébert «L'autre main invisible: Deux rituels domestiques de prospérité chez les Tlapanèques du Guerrero, Mexique» Recherches Amérindiennes au Québec. Vol.32 no.1 : 83-92.
- 2002 : Martin Hébert «Communal Interest and Political Decision-Making in an Emerging Mexican Indigenous Movement» in Consensus Decision Making, Northern Ireland, and Indigenous Movements, Research in Social Movements, Conflicts and Change, Vol. 24, Patrick G. Coy, editor, JAI Press/Elsevier Science, Oxford: UK, 2002 (November).p. 61-84.
- 2001 : Martin Hébert Sous le regard des ancêtres. Anthropologie de la mobilisation socio-politique chez les Tlapanèques du Guerrero. Thèse de doctorat, Montréal, Université de Montréal.
- 2001 : Martin Hébert Politico-Cultural Contacts Between Mexican Indigenous Groups" Social Justice: Anthropology, Peace and Human Rights, vol. 2 no.2-3, p. 113-139.
- 2001 : Martin Hébert « Échanges de pèlerinages, réseaux d'alliance et micropolitique d'un mouvement autochtone au Guerrero (Mexique) »  Recherches Amérindiennes au Québec, vol.31, no.1 : 21-27.
- 2001 : Martin Hébert « Sous le regard des ancêtres: Imagination et mouvements socio-politiques chez les Tlapanèques du Guerrero (Mexique)» Discours social / Social discourse, vol.3, p. 100-110.
- 2000 : Martin Hébert «A Family Remembers a Zapatista Child Soldier» Peace Review, vol.12, no.3 (Fall 2000) p. 357-360
- 2000 : Martin Hébert « Histoire, symbolisme et modes de résistance chez les Tzeltals de la Selva Lacandona (Chiapas) 1940-1994 » Recherches Amérindiennes au Québec, vol.30, no.2, p. 3-10
- 2000 : Martin Hébert « Le rituel tlapanèque de l'offrande à San Marcos » Recherches Amérindiennes au Québec, vol.30, no.1, p. 19-26.